# Bathyphysa
Bathyphysa är ett släkte av nässeldjur. Bathyphysa ingår i familjen Rhizophysidae.
Kladogram enligt Catalogue of Life:
| Bathyphysa | \| \| Bathyphysa conifera \| \| \| \| \| \| Bathyphysa japonica \| \| \| \| \| \| Bathyphysa sibogae \| \| \| \| |
|            | \| \| Bathyphysa conifera \| \| \| \| \| \| Bathyphysa japonica \| \| \| \| \| \| Bathyphysa sibogae \| \| \| \| |
|            | Rhizophysa |
|            | |
|            | Bathyphysa conifera                                                                                              |
|            | |
|            | Bathyphysa japonica                                                                                              |
|            | |
|            | Bathyphysa sibogae                                                                                               |
|            | |

|  | Bathyphysa conifera |
|  |                     |
|  | Bathyphysa japonica |
|  |                     |
|  | Bathyphysa sibogae  |
|  |                     |